# 3 Cassiopeiae
3 Cassiopeiae (3 Cas) là một ngôi sao không xác định nằm trong chòm sao Thiên Hậu được liệt kê bởi nhà thiên văn học người Anh John Flamsteed. Nó không có các tính chất giống với các ngôi sao thực tế quan sát ở thời đại ngày nay. Không giống như 34 Tauri, tên phổ biến là sao Thiên Vương, 3 Cas không được nhất trí bởi kiến thức sau này.

## Bản sắc như Cassiopeia Một siêu tân tinh
3 Cas. ban đầu được cho là sai lầm và thực tế vào năm 1875, danh mục của Baily có nguồn gốc từ Flamsteed đã hoàn toàn bỏ qua 3 Cas. Đây là ý kiến phổ biến cho đến khi phóng xạ Cassiopeia A, nguồn phát thanh sáng nhất trong chòm sao, nằm trong vòng cung mười phút kể từ vị trí của Flamsteed trong 3 Cas. Nghiên cứu của Cas. A đã cho thấy nó có tuổi đời là vào khoảng 300 năm, có nghĩa là Flamsteed có thể đã quan sát một siêu tân tinh. Nó bị làm mờ đi bởi sự can thiệp của bụi và khí (mặt phẳng của Dải Ngân hà chạy qua Cassiopeia), siêu tân tinh sẽ xuất hiện ở khoảng sáu độ, buộc một cách độc đáo với sự quan sát của 3 Cassteed.

## Nhận dạng là dữ liệu sai
Caroline Herschel đã lưu ý rằng một ngôi sao trong vùng lân cận τ Cas, HD 220562, phù hợp với 3 Cas nếu một lỗi phổ biến trong bài đọc kính lục phân đã được thực hiện.